# Anna Westerman
Anna Petronella Westerman, även känd som Anna Muller-Westerman, född 1802, död 1893, var en holländsk skådespelare och författare. 
Dotter till Mårten Westerman (1775-1852), skådespelare, författare och förläggare, och Anna Maria Rudolphina Forest (1774-1860). Gift 1825 med James Muller (1801-1865). Hon var verksam som skådespelare vid Amsterdams teater 1823-1840.  
Hon var även verksam som dramatiker och författade flera pjäser, något som då var ovanligt för en person med hennes kön; endast en kvinnlig pjäsförfattare är känd i Nederländerna före henne; skådespelaren Adriana Rijnsdorp (1698-1753), som publicerade en fars. Hennes pjäser Tenderloin Klaas (1831), Den Admiral Piet Hein, Delft Haven (1832) och Lambert Melisz (1834) betraktas som prov på den stämning som rådde i Nederländerna under den belgiska revolutionen och blev populära pjäser på scenen i Amsterdam. 